# Thecla polama
Thecla polama är en fjärilsart som beskrevs av William Schaus 1902. Thecla polama ingår i släktet Thecla och familjen juvelvingar. Inga underarter finns listade i Catalogue of Life.